# Ahhotep II.
Bei Ahhotep II. (auch Aahotep II., Iahhotep II.) handelt es sich vermutlich um eine altägyptische Königin aus der 17. oder 18. Dynastie, deren Identität noch umstritten ist.

## Identität
Traditionell handelt es sich bei Ahhotep II. um die Königsmutter Ahhotep, deren Sarg in der Cachette von Deir el-Bahari entdeckt wurde. Sie wurde bisher in die 18. Dynastie datiert und galt neben Ahmose Meritamun II. als Gemahlin von Amenophis I.
Andere Ägyptologen, wie z. B. Claude Vandersleyen oder Alfred Grimm und Sylvia Schoske sehen in Ahhotep II. die vermutliche Gemahlin des Königs Kamose aus der 17. Dynastie und weisen ihr den bisher Ahhotep I. zugeschriebenen Sarkophag (samt Grabschatz) aus Dra Abu el-Naga zu.

## Familie
Davon ausgehend, dass Ahhotep II. vermutlich die (Schwester-)Gemahlin des Kamose war, war sie möglicherweise auch die Tochter von Senachtenre und Tetischeri sowie Schwester oder Halbschwester von Seqenenre und Ahhotep I. Aus der Verbindung mit Kamose wäre sie dann vielleicht auch die Mutter von der ihm eventuell zugeschriebenen Tochter Ahmose-Satkamose.
Ob sie damit den Titel der Gottesgemahlin des Amun trug, bleibt fraglich, ebenso ob sie in einem thebanischen Grab in der Ahnengalerie neben Meritamun I. und Satamun dargestellt ist.

## Grabstätte
Es gibt bisher keine eindeutige Zuordnung ihrer Grabstätte. Abhängig davon, ob man Ahhotep I. den Sarkophag aus der Cachette von Deir el-Bahari oder dem aus Dra Abu el-Naga zuweist, wird Ahhotep II. der jeweils andere Sarg zugewiesen.